# دينيسي جاي كاسبر
دينيسي جاي كاسبر (بالإنجليزية: Denise Jefferson Casper)‏ هي قاضية ومحامية أمريكية، ولدت في 9 يناير 1968 في إيست باتشوغ في الولايات المتحدة.